# Ichneumon computatorius
Ichneumon computatorius là một loài tò vò trong họ Ichneumonidae.